# Badia del Vallès
Badia del Vallès, precedentemente chiamata Ciudad Badia, è un comune spagnolo di 14 714 abitanti, situato nella comunità autonoma della Catalogna.
Il comune venne creato nel 1996 come distaccamento di parte di Barberà del Vallès e di Cerdanyola del Vallès.